# Hasbro Family Party
Hasbro family party è il primo videogioco della Hasbro Videogame Production.
Questo videogioco è composto da sei giochi da tavolo riadattati per il Wii. Durante il gioco si può vedere Mr. Potato, che è un personaggio famoso dei cartoni animati come Toy Story, che ti guiderà nella visita della tua camera personalizzata, nella raccolta dei premi o semplicemente ti farà compagnia. Il gioco non è solo individuale ma è anche multiplayer fino a 4 giocatori.

## Giochi
I giochi da tavolo riadattati disponibili sono 6:
- Battaglia navale
- Party!
- Sorry sliders
- Yathzee!
- Sorry!
- Forza 4

Ognuno di questi giochi può essere giocato normalmente o con delle mosse speciali come in Battaglia navale ci sono delle super armi come delle mine, missili, bombe eccetera.

## Trofei
Nel gioco si possono sbloccare ben 17 trofei. Si sbloccano facendo delle azioni specifiche durante una partita di un gioco specifico. Ci sono anche delle sorprese segrete, se le sblocchi tutte potrai arredare diversamente la tua camera.

## Arredamento camera
Quando giochi ti troverai nella tua camera, se non ti piace si può cambiare tutto lo stile o solamente alcuni particolari come cuscini, sedie, tavolini o fodere dei divani.I diversi stili della casa sono:
- Contemporaneo

- Giungla

- Ragazze

- Ragazzi

Negli stili ragazze e ragazzi, la camera si colorerà per le ragazze di rosa e ci saranno diversi poster per ragazze, per i ragazzi la camerà si colorerà di blu e i poster raffigureranno degli animali.

## Giocatori
Ogni giocatore può decidere quale icona assegnarsi, sono disponibili: un coniglio, un atollo, una spugna, una poltrona, un panino o un omino che corre, l'icona che avete scelto, verrà poi salvata per sempre.

## Salvataggio
Se avete sbloccato qualche trofeo e non sapete dove salvare sappiate che ogni cosa che facciate sarà salvata automaticamente. Infatti all'inizio del gioco ci sarà un'icona con scritto che il salvataggio è automatico.

## Sequel
Sono usciti tre sequel di questo gioco:
- Hasbro Family Party 2
- Hasbro Family Party 3
- Hasbro Family Party 4